# 洹河
洹河古称洹水，通称安阳河，卫河第二大支流，属海河水系。源出河南省林州市林虑山，先后流经林州市、安阳县、安阳市区北部，在内黄县范羊口注入卫河，全长162公里，流域面积1920平方公里，年均径流量2.65亿立方米，河床最大流量每秒1100立方米，为常年河。中国历史上最早的都城遗址之一、商朝后期都城遗址殷墟就位于洹河岸边。

## 名称
“洹水”一名，最早见于殷墟所出土甲骨文的记载：“戊子贞，其烄于洹水泉。”另《左传·成公十七年》记载有“声伯梦涉洹”，以及《战国策·赵策》：“苏秦说赵肃侯，令天下之将相盟于洹水之上。”上述记载均证明“洹水”之名早在三千多年前即已流传开来，也说明洹河是安阳境内一条具有悠久历史的重要河流。

## 流域概况
洹河源出林虑山东麓的林州市清泉村，上游为涓涓细流，河水清澈。到林州市横水镇郭家窑村潜入地下，河床仅见砾石砂滩。到安阳县善应镇出露为小南海泉。为控制洹河水，1959年先后开始在安阳县修筑小南海水库和彰武水库。下游水流平缓，泥沙增多。至内黄县范羊口注入卫河。
主要支流有珠泉河、粉红江、金线河等，均于京广铁路以西汇入。
流域年均降水量585.7毫米，年均蒸发量975.0毫米。

## 人文景观
- 殷墟：中国著名的文学家、历史学家、古文字学家郭沫若曾题诗：“洹水安阳名不虚，三千年前是帝都。”坐落在洹水两岸的世界遗产殷墟，曾是我国商王朝后期的稳定都城，这里出土的大量甲骨文，具有极高的历史价值。
- 小南海遗址：小南海原始人洞穴遗址，是河南省目前为止唯一一处旧石器时代遗址，为人类发展历史等领域的研究提供了宝贵的实物资料。
- 小南海石窟：位于小南海水库旁的北齐石窟，面临洹水，背靠大山，依山而凿，是北齐时期石窟艺术的珍品。

## 延伸閱讀
[在维基数据编辑]
 《欽定古今圖書集成·方輿彙編·山川典·洹水部》，出自陈梦雷《古今圖書集成》